# Сантоку
Санто́ку (яп. 三徳包丁, кириліз.: сантоку бо: тьо:, дос. «три хороші речі» або «три види використання») — універсальний японський кухонний ніж. Зазвичай має плоске лезо завдовжки довжину від 13 до 20 см, обух загнутий вниз під кутом, що наближається до 60 градусів. Буквальний переклад назви стосується придатності ножа добре різати, рубати і кришити. Розмір сантоку зручний для різання дрібними скибками або кубиками як м'яса, так і овочів. 
Спочатку був розроблений як модифікація західного (зокрема, французького) кухарського ножа для оброблення яловичини, а потім його пристосували для потреб японської кухні. 

## Дизайн
Лезо сантоку має вістря (з'єднання обуха і ріжучої кромки) у вигляді так званої «Овечої ноги». По суті обрис «овечої ноги» створює обух леза. При такій конфігурації ніж має дуже малий проміжок між лезом і поверхнею стільнички, коли лезо опускається від п'яти (протилежної частини вістря леза) до ріжучої кромки. Тому при більш гострому заточенню леза сантоку має обмежені можливості при нарізці методом розгойдування. Сантоку розрахований більшою мірою на поодинокі, спрямовані вниз нарізаючі рухи, і на плавні переходи від натискання на поверхню стільнички п'ятою леза і його вістрям.
Сантоку коротший, ніж значна частина кухарських ножів. Довжина леза може бути різною, але стандартною вважається 188 мм. Лезо сантоку широке — це дає кухареві простір під долоню і велику свободу в маніпуляціях ножем. Лезо сантоку заточується сильніше звичайного для того, щоб ножем було зручно нарізати рибу, овочі, м'ясо з дрібними кістками або ж без кісток.

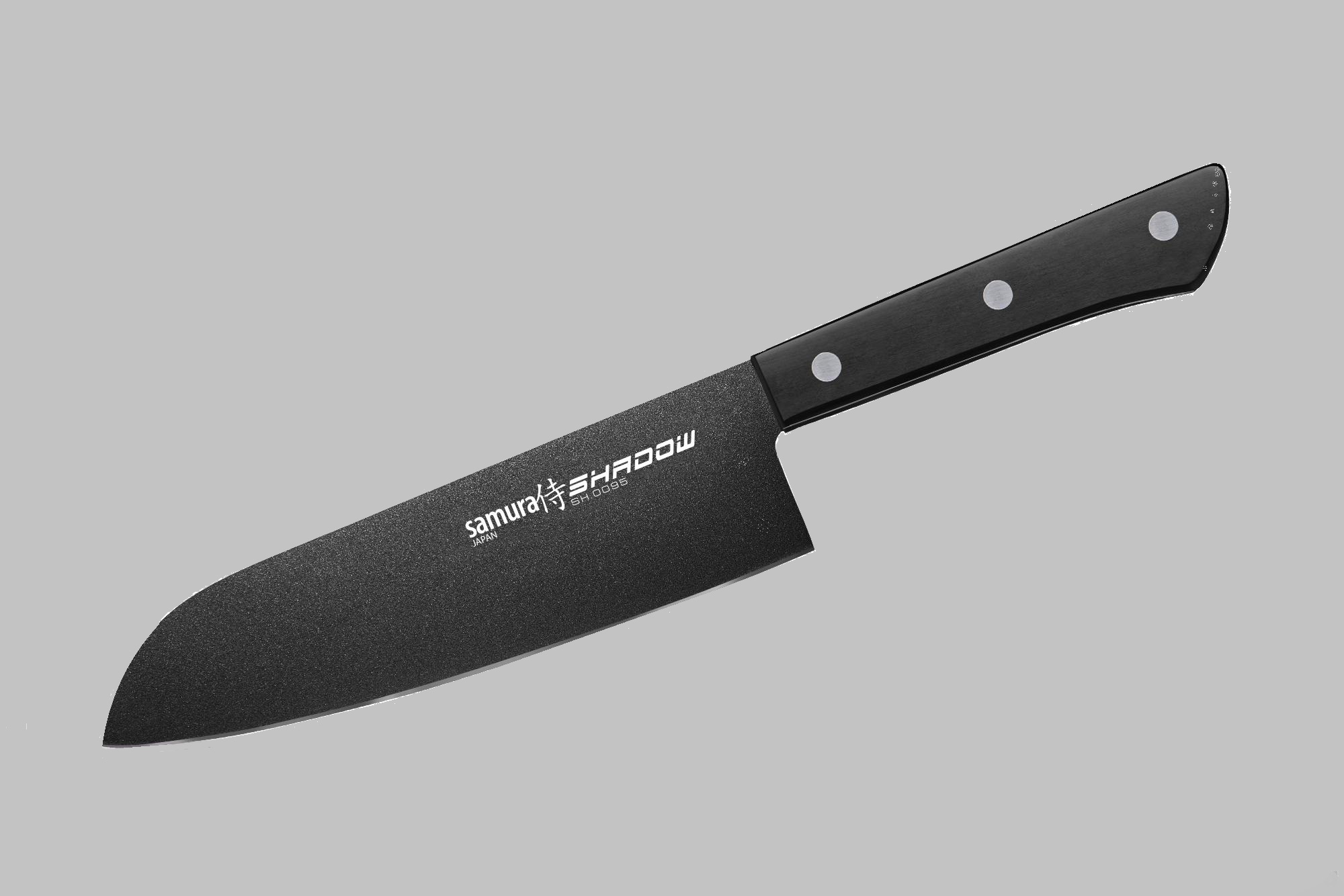
Різновид ножа сантоку

## Різновиди

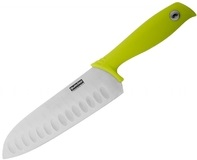
Європеїзований ніж сантоку

Оригінальний японський сантоку добре збалансований. Він виготовляється з відпущеної при високій температурі сталі. Лезо сильніше заточене в носовій частині, що сприяє точній і тонкій нарізці. Профільний кут сантоку становить 15-18°.
У порівнянні з японським оригіналом західні моделі «сантоку» мають різні балансування, конструкції леза, і виготовляються з більш м'якої сталі, що позначається на товщині леза і кромки. Також європейські варіації сантоку можуть мати на лезі виступи або заглиблення для зменшення прилипання.